# Берзстыс, Яков Карлович
Яков Карлович Берзстыс (1895, Лифляндская губерния — 13 ноября 1937, Ленинградская область) — советский политический и хозяйственный деятель, редактор, председатель Олонецкого губернского комитета РКП(б).

## Биография
Латыш по национальности.
После окончания учительской семинарии проживал в Москве. Член РСДРП с 1912 года.
С 1915 года в Олонецкой губернии — чернорабочий, конторщик, снабженец на строительстве Мурманской железной дороги. Член железнодорожного рабочего союза.
После Октябрьской революции избирался членом исполнительного комитета Мурманской железной дороги, Петрозаводского окружного и Олонецкого губернского комитетов РКП(б), Олонецкого губернского исполнительного комитета.
С мая 1920 года — член президиума Олонецкого губернского окружного комитета РКП(б), с августа 1920 года — председатель окружного комитета.
Избирался в 1919—1920-м годах делегатом VIII и IX съездов РКП(б).
В дальнейшем заведовал отделом губернского комитета по работе в деревне, работал главным редактором газеты «Карельская коммуна».
Репрессирован и расстрелян 13 ноября 1937 года в Ленинградской области.

## Сочинения
- Политические беседы: учебник политграмоты. — Петрозаводск, 1920
- Капиталистическое прошлое Карелии / Я. К. Берзстыс // Социалистическая индустриализация Карельской АССР. — М. ; Л., 1935. — С. 7-54.